# Dreiheide
Dreiheide ist eine Gemeinde im Landkreis Nordsachsen, Sachsen. Sie gehört der Verwaltungsgemeinschaft Torgau/Dreiheide an. Der Ort liegt 9 km westlich von Torgau an der Bundesstraße 183 in Richtung Bad Düben. Er liegt am Ostrand des Naturparkes Dübener Heide und am Lutherweg.

## Geschichte von Süptitz und Dreiheide
Die Süptitzer Historie beginnt noch vor ihrer 1257 erfolgten ersten urkundlichen Erwähnung. Etwa um 940 wird Sipnizi als deutscher Burgort im Gau Nisizi an der damaligen deutschen Grenzmark bekannt. Gegen das Jahr 1000 eroberten Wenden das Gebiet und 100 Jahre später wurden unter Bischof Benno von Meißen dort Deutsche angesiedelt. Weidenhain wurde 1151 als flämische Siedlung „Weyden vorm Holz“ erwähnt. Die erste urkundliche Erwähnung erfolgte 1212, die Kirche St. Martin, eine romanische Saalkirche, wurde in der ersten Hälfte des 13. Jahrhunderts erbaut.
1300 lebten in Süptitz viele Winzer, die von Frondiensten, Gemeindeabgaben und vom Militärdienst befreit waren. Die Pest von 1347/48 hinterließ wie überall ihre Spuren. 1358 wurde dann an Stelle der alten inzwischen verfallenen Süptitzer Burg ein 45 Morgen großer Weinberg angelegt.
Ab 1426 fielen die Hussiten ein, wobei Süptitz durch Raubzüge verwüstet wurde.
Luther war mit dem Süptitzer Pfarrer befreundet, der als erster protestantischer Pfarrer das Zölibat durchbrach. Dreiheide wurde deshalb als Station in den Lutherweg aufgenommen.
Eine zweite fast völlige Zerstörung erfuhr das Dorf 1637 im Dreißigjährigen Krieg, als der schwedische Feldmarschall Johan Banér gegen kaiserliche Truppen kämpfte. Nur die Kirche blieb beschädigt erhalten, die Höfe und die Weinberge waren verwüstet und abgebrannt.
Am 3. November 1760 fand im Zuge des Siebenjährigen Krieges die Schlacht bei Torgau auf den Süptitzer Höhen statt, in der Hans Joachim von Ziethen (genannt Ziethen aus dem Busch) gegen die Österreicher einen Sieg für die Preußen unter Friedrich II. errang. 
Nachdem Torgau 1815 als Folge des Wiener Kongresses an Preußen gefallen war, verlor der Weinbau seine Bedeutung. 1900 stellte die letzte Weinpresse ihre Arbeit ein.
Im Zuge der sächsischen Gemeindegebietsreform im Jahr 1994 haben sich die drei selbstständigen Orte Großwig, Süptitz und Weidenhain zur Großgemeinde Dreiheide zusammengeschlossen.

## Ortsgliederung
- Süptitz
- Großwig
- Weidenhain

## Politik

### Gemeinderat
Seit der Gemeinderatswahl am 9. Juni 2024 verteilen sich die 14 Sitze des Gemeinderates folgendermaßen auf die einzelnen Gruppierungen (in Klammer die Veränderungen zu 2019):
- Freie Wählergemeinschaft Torgau-Oschatz: 6 Sitze
- FDP: 3 Sitze (±0)
- Freie Wählergemeinschaft Großwig: 2 Sitze
- Unabhängige Liste Süptitz: 2 Sitze
- CDU: 1 Sitz

| Gemeinderat ab 2024Insgesamt 14 Sitze - FWGTO: 6 - FWG: 2 - ULS: 2 - FDP: 3 - CDU: 1 | Liste                                                   | 2024   | 2024   | 2019   | 2019   | 2014   | 2014   |
| Gemeinderat ab 2024Insgesamt 14 Sitze - FWGTO: 6 - FWG: 2 - ULS: 2 - FDP: 3 - CDU: 1 | Liste                                                   | Sitze  | in %   | Sitze  | in %   | Sitze  | in %   |
| Gemeinderat ab 2024Insgesamt 14 Sitze - FWGTO: 6 - FWG: 2 - ULS: 2 - FDP: 3 - CDU: 1 | Freie Wählergemeinschaft Torgau-Oschatz                 | 6      | 39,8   | 3      | 18,9   | 2      | 17,8   |
| Gemeinderat ab 2024Insgesamt 14 Sitze - FWGTO: 6 - FWG: 2 - ULS: 2 - FDP: 3 - CDU: 1 | FDP                                                     | 3      | 23,4   | 3      | 20,0   | 3      | 19,4   |
| Gemeinderat ab 2024Insgesamt 14 Sitze - FWGTO: 6 - FWG: 2 - ULS: 2 - FDP: 3 - CDU: 1 | Freie Wähler Großwig                                    | 2      | 13,9   | 2      | 13,5   | –      | –      |
| Gemeinderat ab 2024Insgesamt 14 Sitze - FWGTO: 6 - FWG: 2 - ULS: 2 - FDP: 3 - CDU: 1 | Unabhängige Liste Süptitz (bis 2019: unabhängige Liste) | 2      | 12,3   | 2      | 17,1   | 2      | 14,1   |
| Gemeinderat ab 2024Insgesamt 14 Sitze - FWGTO: 6 - FWG: 2 - ULS: 2 - FDP: 3 - CDU: 1 | CDU                                                     | 1      | 10,6   | 4      | 30,5   | 7      | 48,7   |
| Gemeinderat ab 2024Insgesamt 14 Sitze - FWGTO: 6 - FWG: 2 - ULS: 2 - FDP: 3 - CDU: 1 | Wahlbeteiligung                                         | 76,5 % | 76,5 % | 67,9 % | 67,9 % | 48,1 % | 48,1 % |

### Bürgermeister
Karsta Niejaki wurde am 1. Mai 2020 Bürgermeisterin von Dreiheide. Bei der Direktwahl am 15. März 2020 war sie mit einem Stimmenanteil von 73,5 % gewählt worden.
Niejakis Vorgänger Wolfgang Sarembe, seit 2007 in diesem Ehrenamt, hatte es Ende 2019 vorzeitig niedergelegt und seinen Ruhestand angetreten.
| Wahl | Bürgermeister    | Vorschlag       | Wahlergebnis (in %) |
| ---- | ---------------- | --------------- | ------------------- |
| 2020 | Karsta Niejaki   | Niejaki         | 73,5                |
| 2014 | Wolfgang Sarembe | Einzelvorschlag | 65,8                |
| 2007 | Wolfgang Sarembe | FWG Großwig     | 60,1                |
| 2001 | Peter Klepel     | CDU             | 98,3                |
| 1994 | Peter Klepel     | CDU             | 56,2                |

### Wappen (der Ortsteile)
Das Wappen von Süptitz zeigt eine grüne Weinrebe, die von einem rot-weiß gestreiften Balken diagonal durchzogen ist.

## Sehenswürdigkeiten
→ siehe auch: Liste der Kulturdenkmale in Dreiheide

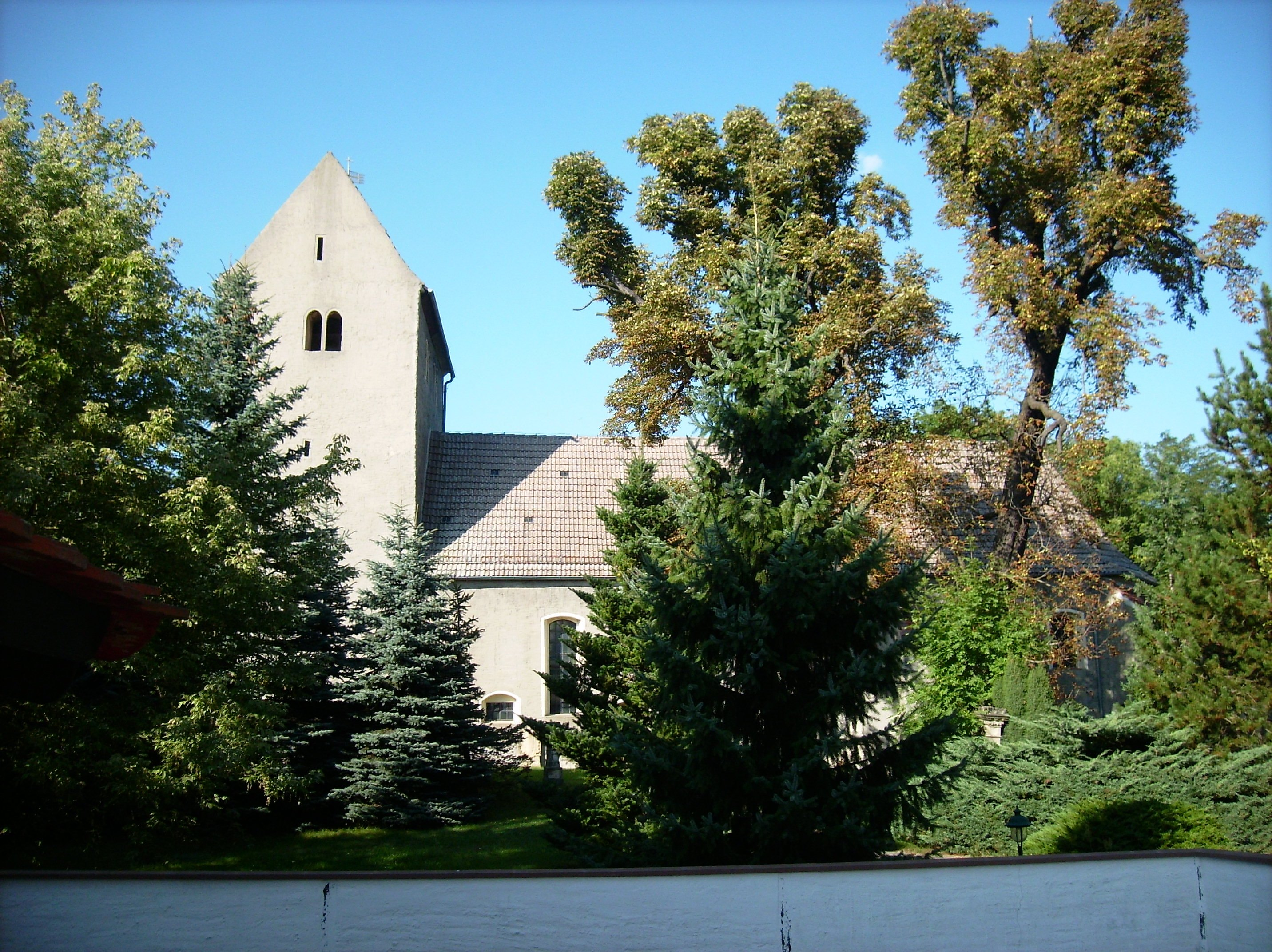
Kirche in Süptitz

- Romanische Kirche in Süptitz, Station des Lutherwegs
- Restauriertes Gutshaus Großwig von 1739
- Bockwindmühle in Großwig: Hübners Mühle, ehemals aus dem 16. Jh., 1760 durch Sturm zerstört, 1847 wieder aufgebaut, bis ca. 1970 in Betrieb, 1999 restauriert.
- Schlossteich und Kirche Weidenhain, eine Pfeilerbasilika um 1200 mit in großen Teilen erhaltenen Wandmalereien des 13. Jh.
- Denkmal auf den Süptitzer Höhen
Am 3. November 1860, 100 Jahre nach der Schlacht auf den Süptitzer Höhen, wurde dort ein vom Torgauer Bildhauer Conrad dem Älteren geschaffenes Denkmal enthüllt: eine steinerne Siegessäule, die einen preußischen Adler trug.
1952 wurde der Adler des Denkmals auf den Süptitzer Höhen zusammen mit den durch schwere Ketten verbundenen acht eingegrabenen französischen Geschützrohren von Volkspolizisten zwecks Metallbeschaffung entfernt. Nach 1990 wurde ein neuer Adler auf das Gesims der erhaltenen Säule aufgesetzt.
- Im so genannten Postsäulenhaus, Schulstr. 2, in Süptitz, welches 1817 der Amtsschäfer bezog, wurden 1965 durch abbröckelnden Putz etwa 20 vermauerte Reststücke von Kursächsischen Postmeilensäulen entdeckt und 1966 wieder neu verputzt. Diese Postmeilensäulen standen 1810 noch an den Poststraßen um Torgau und sollen danach unter Napoleon Bonaparte aus kriegstaktischen Gründen im Umfeld der Festung Torgau entfernt sowie im 19. Jh. als Baumaterial verwertet worden sein.[11]

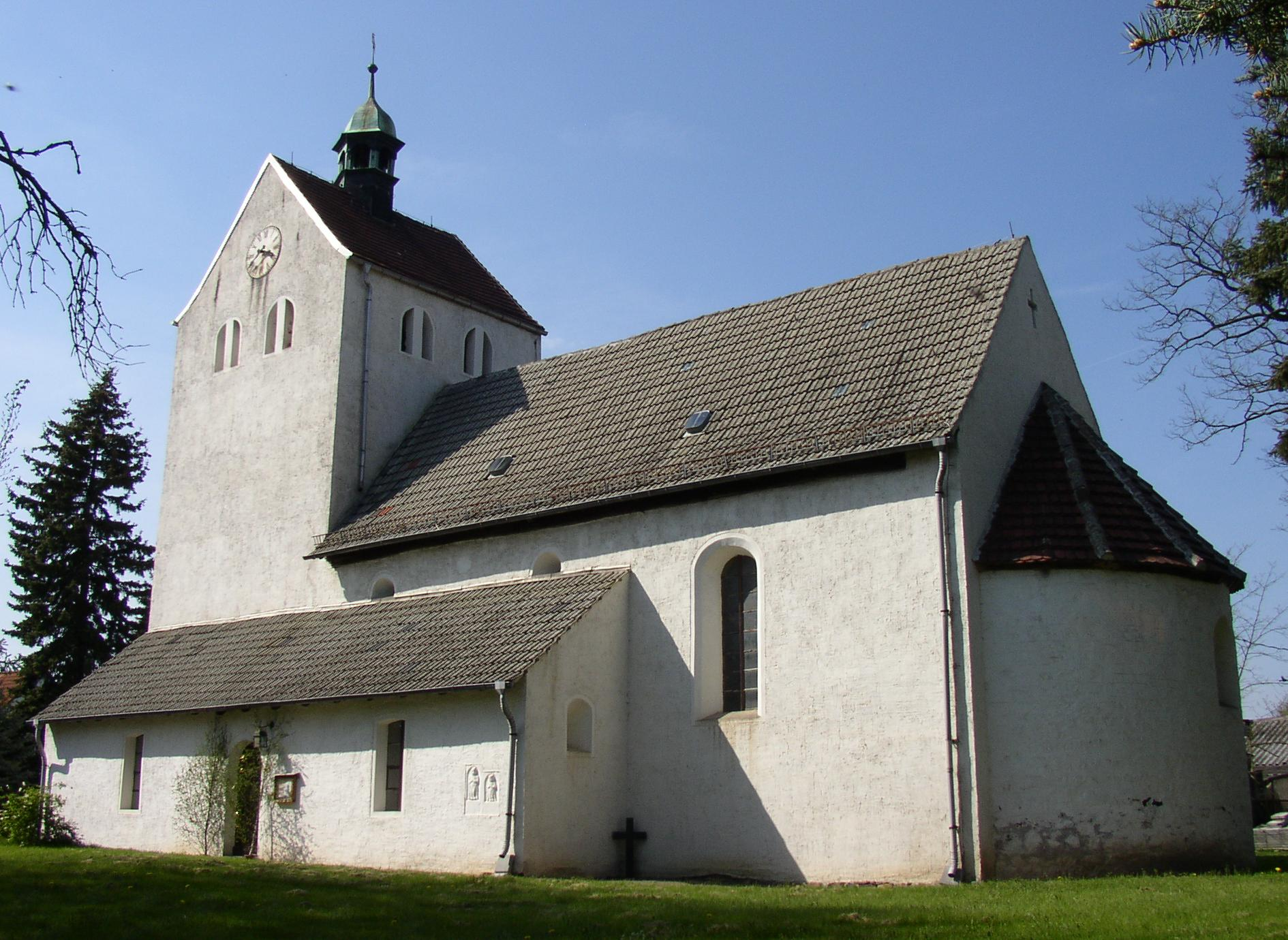
Kirche in Weidenhain
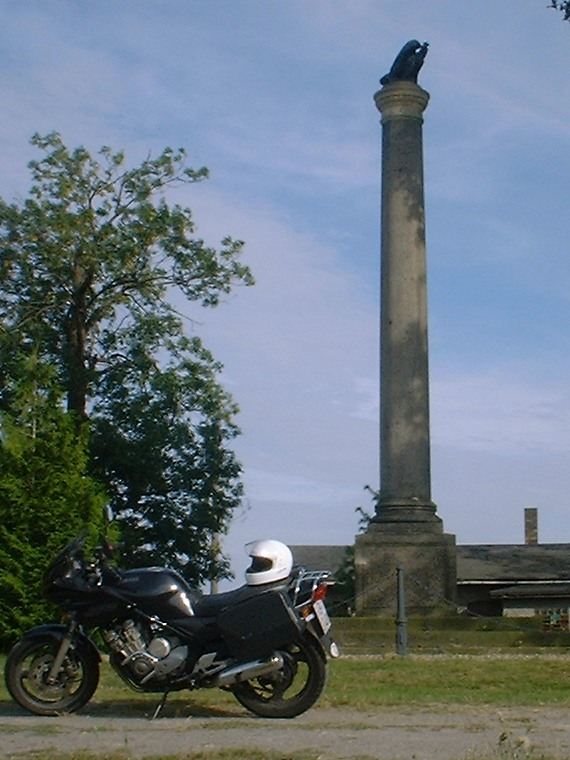
Denkmal auf den Süptitzer Höhen
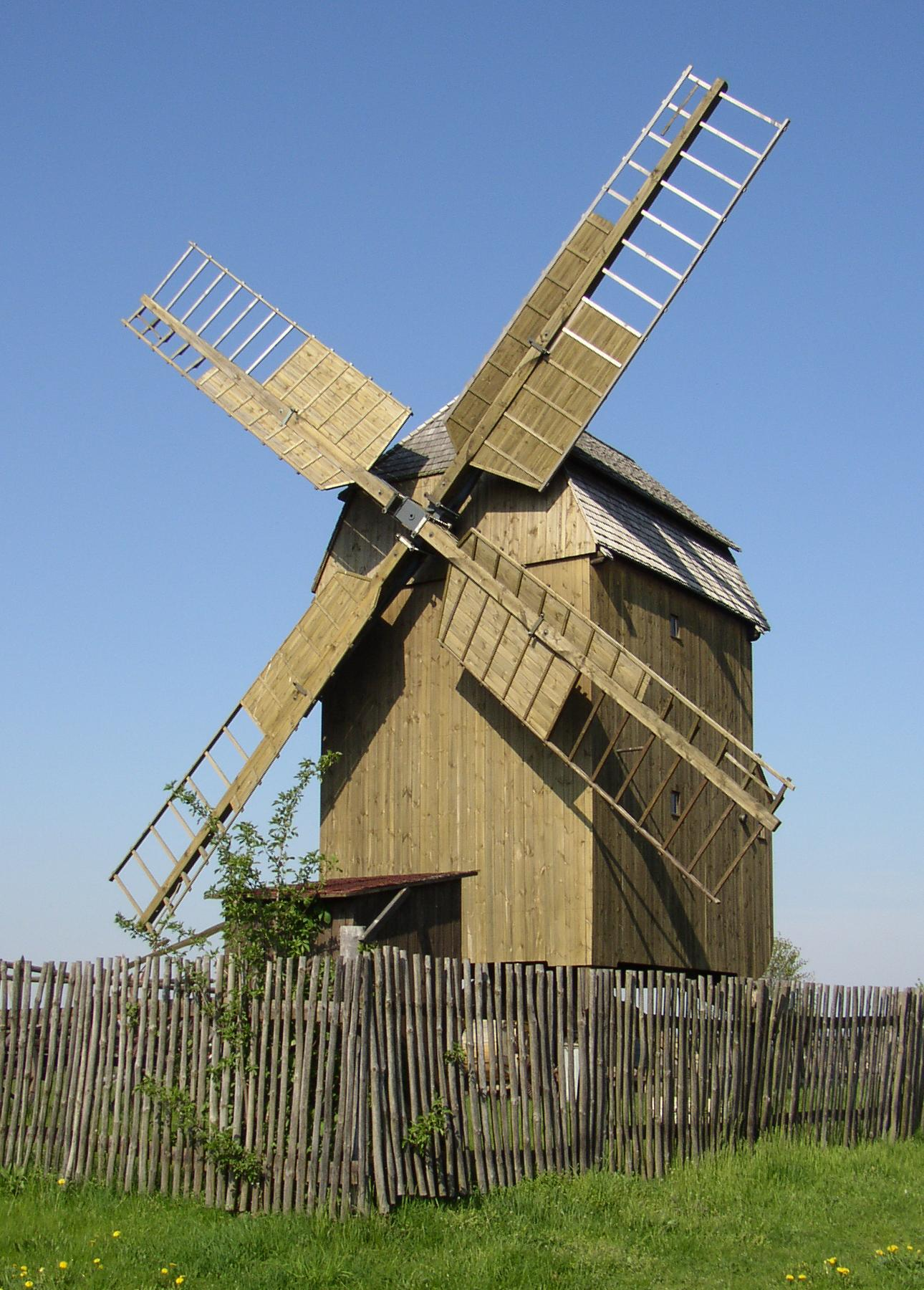
Bockwindmühle in Großwig
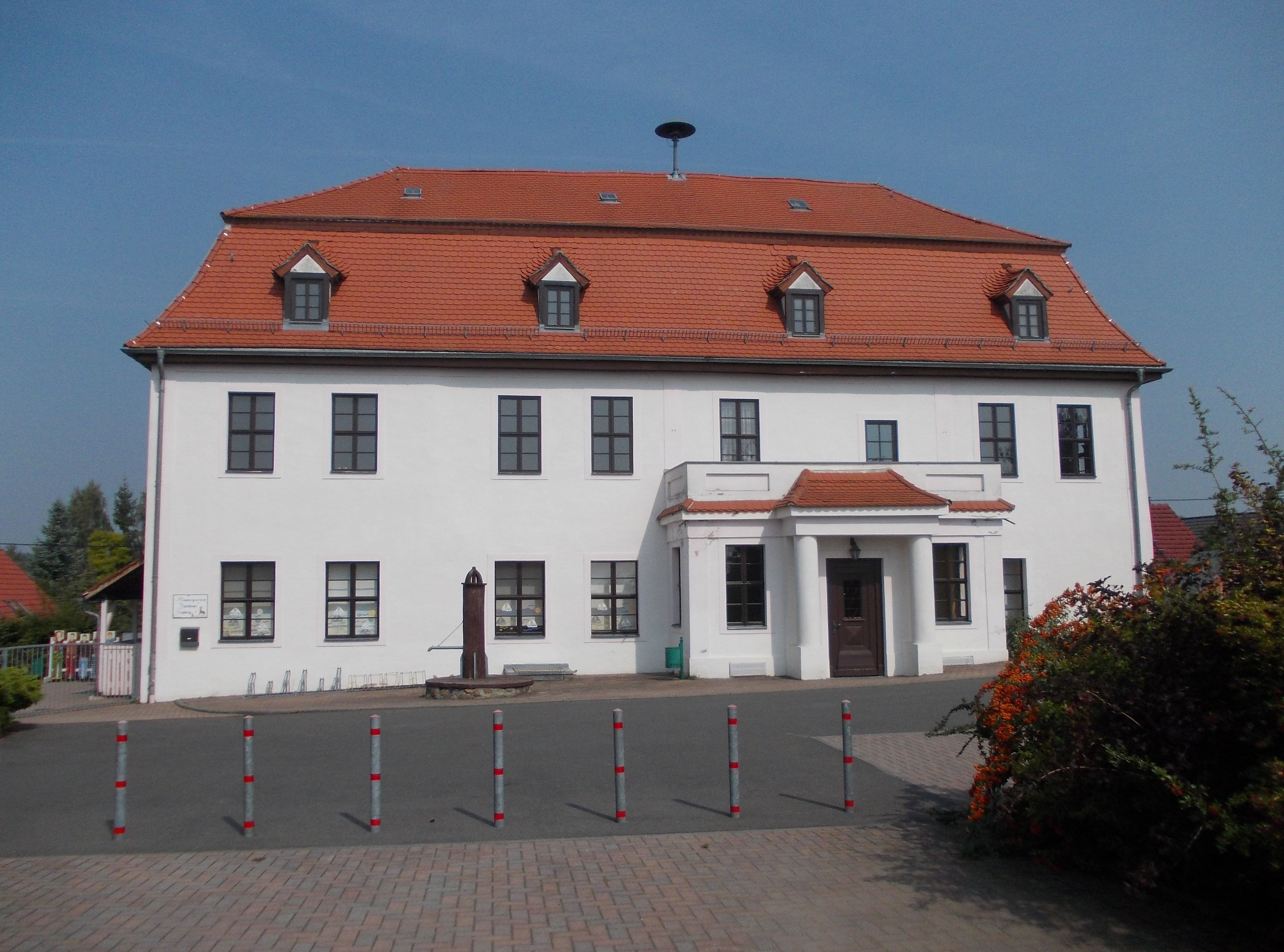
Gutshaus Großwig
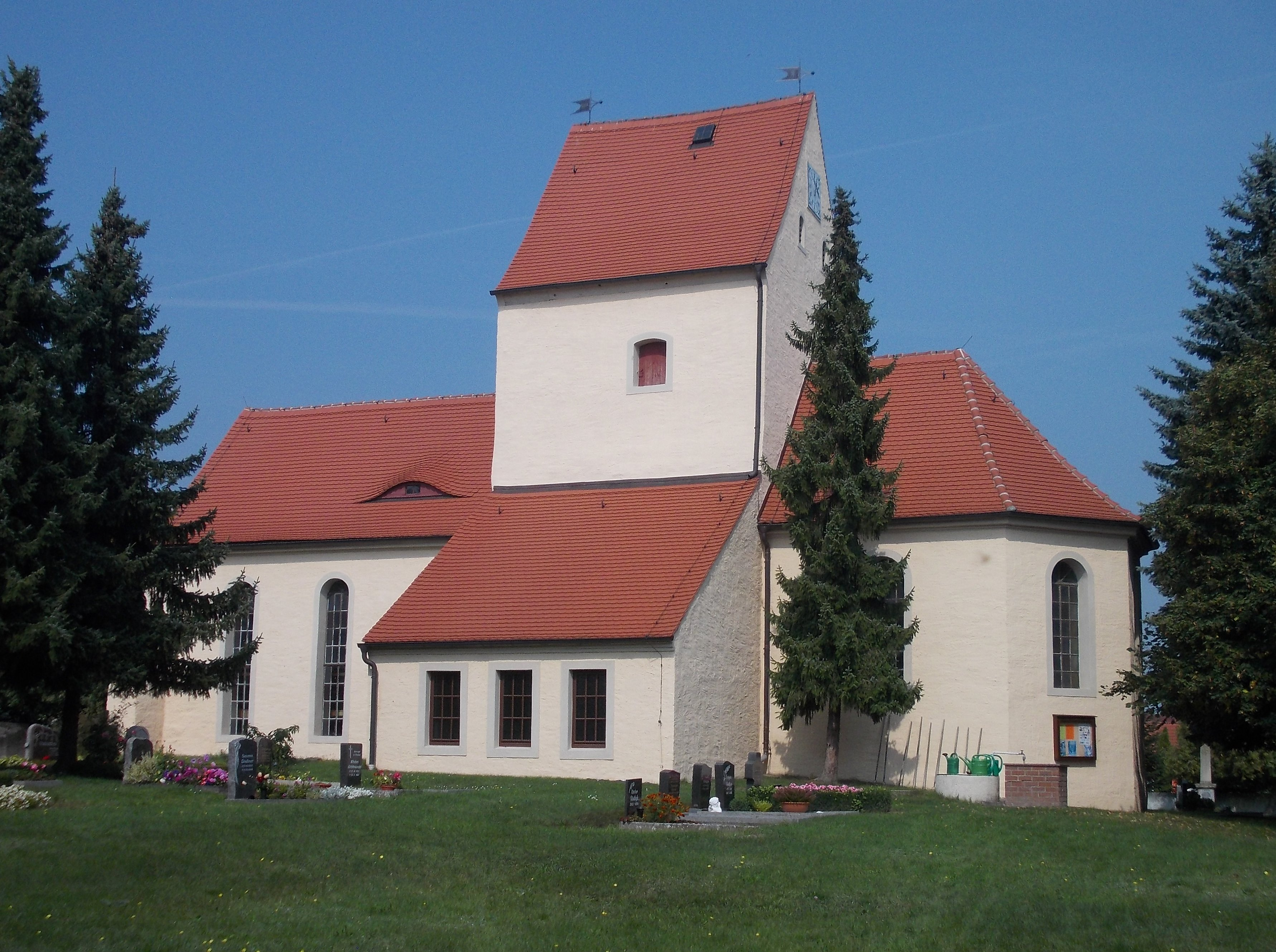
Kirche Großwig

### Naturschutz
- Siehe auch: Liste der Naturdenkmale in Dreiheide

## Persönlichkeiten
- Anton Bernhardi (1813–1889), Arzt, Genossenschafter, Politiker und Unternehmer
- Renate Stecher, geb. Meißner (* 1950), Leichtathletin und Olympiasiegerin
- Frank Schumann (* 1951), Verleger und Publizist, lebte von 1956 bis 1970 in Süptitz

## Vereine

### Tennisclub Großwig e. V.
Im Jahr 1993 wurde in Großwig der Tennisclub gegründet. In den ersten Jahren wurde auf 2 Plätzen im Freibad „Paradis“ gespielt. Seit nun mehr 2 Jahren verfügt der Verein über eine modern eingerichtete Tennishalle, die von Jung und Alt bespielt werden kann.

### SV Süptitz e. V.
1953 gegründeter Fußballverein